# Perithous transversus
Perithous transversus är en stekelart som beskrevs av Constantineanu 1968. Perithous transversus ingår i släktet Perithous och familjen brokparasitsteklar. Inga underarter finns listade i Catalogue of Life.